# 柿博物館
柿博物館（かきはくぶつかん）は、奈良県五條市西吉野町にある、柿について様々なことを知ることができる公的な施設。正式名称は、奈良県果樹振興センター・柿博物館（ならけんかじゅしんこうセンター かきはくぶつかん）。柿ドーム（かきドーム）とも呼ばれる。

## 沿革
1994年、奈良県果樹振興センターの一施設としてこの施設がオープンした。建設は、国営五条吉野総合農地開発事業の一環で行われたもので、柿の産地に試験研究機関を求める地元の要望に応じたものである。高さは8.4m、直径は14.8m、外観は236枚の三角形のアルミパネルをつなぎ合わせたデザインで、柿の形を模している。施設の広さは約170平方メートルあり、60インチのスクリーンが2台設置されている。
オープンからの1年間で、約17000人の集客があった。1994年11月に開催されたイベント、「柿祭り・カッキーフェス」では村の人口を上回る約5000人の入場者を記録している。
開設30周年を迎えた2024年には累計の来館者数が30万人を突破している。1997年頃までは年間1万5千人ほどの来館者があったが、2024年時点では9000人程度で推移している。

## 所在地
- 奈良県五條市西吉野町湯塩1345

## 営業
出典
- 開館時間：9時から16時30分
- 休館日：月曜日（月曜日が祝日の場合は翌平日）、年末年始（12月28日から1月4日）
- 入館料：無料

（令和7年6月3日現在）

## アクセス
- JR和歌山線五条駅より、車で15分

- 京奈和自動車道五條ICより約7km、車で約20分